# Вальдорфський салат

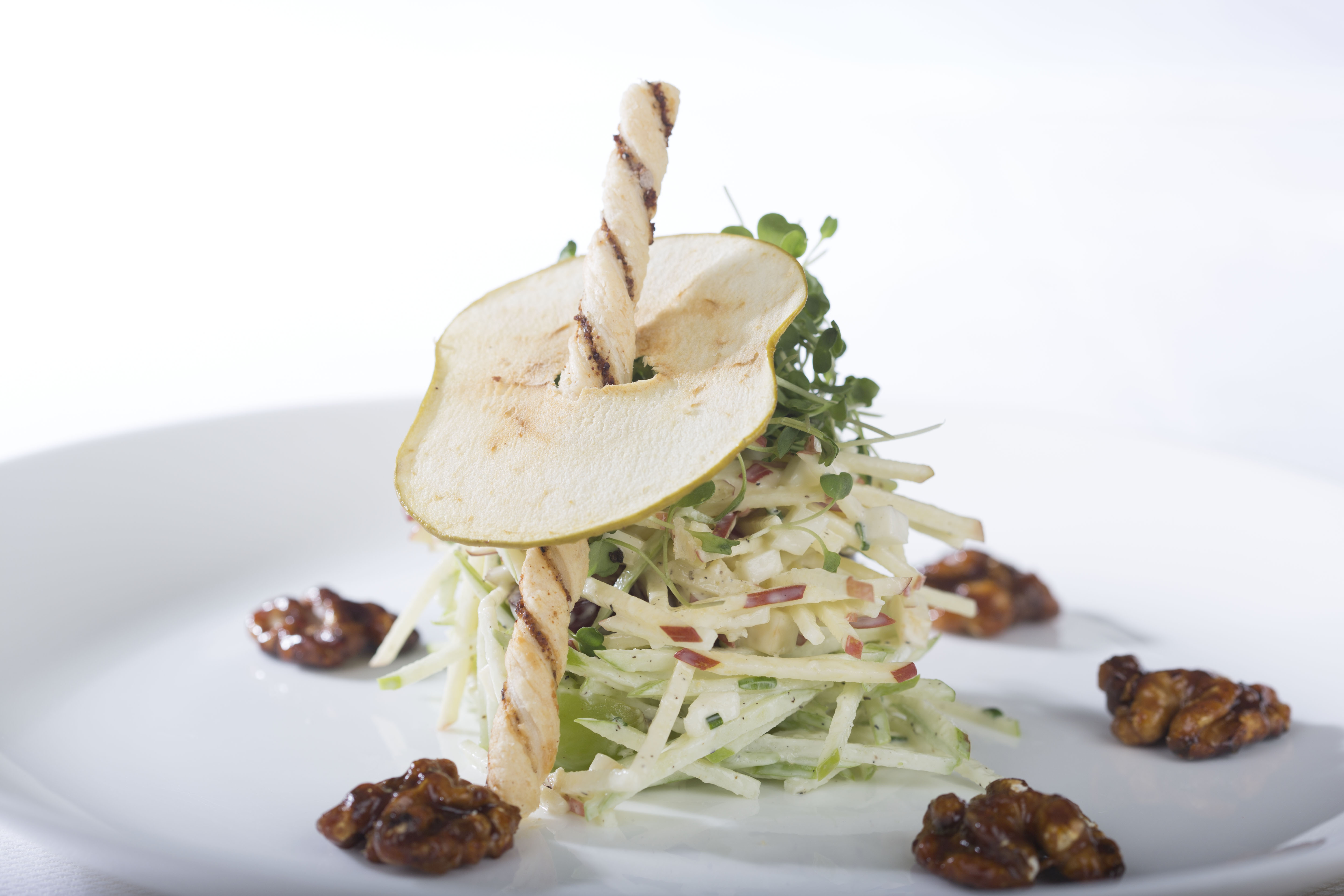

Вальфдорский салат, салат «Уолдорф» (англ. Waldorf salad) — класичний американський салат із кисло-солодких яблук, нарізаних тонкою соломкою стебел (в оригіналі) або коріння (у сучасних рецептах) селери та волоських горіхів, приправлених майонезом або лимонним соком із каєнським перцем. Можна додавати й інші горіхи, а також виноград або родзинки.
Вперше цей салат подавався у нью-йоркському готелі Волдорф-Асторія. Звідси й назва салату. На той час горіхи не входили до складу салату, але саме рецепт із додаванням горіхів вважається класичним. У 1896 році рецепт салату був включений до кулінарної книги, яку випустив метрдотель «Уолдорфа» Оскар Чирки, який оголосив себе автором рецепта. За іншою версією салат вперше з'явився в мережі ресторанів Waldorf Lunch System, символом якої було яблуко.